# Финал Лиги чемпионов УЕФА 2022
Финал Лиги чемпионов УЕФА 2022 прошёл 28 мая 2022 года. Это финал 67-го сезона главного турнира среди европейских футбольных клубов под эгидой УЕФА и 30-го с момента переименования Кубка европейских чемпионов в Лигу чемпионов УЕФА. Победитель матча получил право сыграть с победителем Лиги Европы УЕФА за Суперкубок УЕФА, а также квалифицировался в групповой этап Лиги чемпионов УЕФА следующего сезона.
Финал изначально должен был проходить на стадионе «Газпром Арена» в Санкт-Петербурге, но 24 февраля 2022 года УЕФА перенёс финал Лиги чемпионов из-за вторжения России на Украину. 25 февраля матч был перенесён во Францию на стадион «Стад де Франс».

## Выбор стадиона
Приём заявок на проведение финальных матчей Лиги чемпионов, Лиги Европы и Лиги чемпионов среди женских футбольных команд в 2021 году начался 28 сентября 2018 года. Согласно регламенту УЕФА до 28 октября 2018 года футбольные ассоциации должны были выразить интерес к проведению финальных матчей в своей стране, а заявочное досье должно было быть направлено в УЕФА не позднее 15 февраля 2019 года.
1 ноября 2018 года УЕФА было объявлено, что две ассоциации выразили интерес к проведению финального матча Лиги чемпионов, направив в УЕФА декларации о заинтересованности. Местом проведения финала германской и российской ассоциациями были предложены «Альянц Арена» и «Газпром Арена» соответственно.
| Страна   | Стадион         | Город           | Вместимость | Примечания                                                                    |
| -------- | --------------- | --------------- | ----------- | ----------------------------------------------------------------------------- |
| Германия | «Альянц Арена»  | Мюнхен          | 70 000      | Принимал финал Лиги чемпионов УЕФА 2012 года, матчи Евро 2020 и матчи ЧМ 2006 |
| Россия   | «Газпром Арена» | Санкт-Петербург | 67 800      | Принимал матчи Кубка Конфедераций 2017, ЧМ 2018 и матчи Евро 2020             |

Решение по месту проведения финала Лиги чемпионов УЕФА 2022 года было принято 24 сентября 2019 года на встрече Исполкома УЕФА в Любляне, где также были названы хозяева финалов Лиги чемпионов УЕФА 2021 и 2023 годов.
Исполнительным комитетом УЕФА в рамках собрания в Любляне стадион «Альянц Арена» в Мюнхене был выбран местом проведения финального матча Лиги чемпионов 2021/22.
Из-за пандемии коронавируса хозяевам финалов Лиги чемпионов и Лиги Европы было предложено перенести проведения финалов в своих городах на год. В связи с этим УЕФА 17 июня 2020 года объявило о том, что финал Лиги чемпионов УЕФА 2022 года пройдет в Санкт-Петербурге, который должен был принимать финальный матч годом ранее.
24 февраля стало известно, что УЕФА перенесёт финал Лиги чемпионов из Санкт-Петербурга из-за вторжения России на Украину. По информации Associated Press, об этом должно быть объявлено после экстренного заседания Исполнительного комитета организации. 25 февраля УЕФА принял решение о проведении финального матча на стадионе «Стад де Франс» в пригороде Парижа. Другими городами, которые также претендовали на проведение перенесённого из Петербурга финального матча, являлись Амстердам, Барселона, Мюнхен и Рим.

## Путь к финалу
Примечание: Первым указано количество голов, забитых участником финала (д: домашний матч; г: матч на выезде).
| Поз | Команда         | И | О  |
| --- | --------------- | - | -- |
| 1   | Ливерпуль       | 6 | 18 |
| 2   | Атлетико Мадрид | 6 | 7  |
| 3   | Порту           | 6 | 5  |
| 4   | Милан           | 6 | 4  |

| Поз | Команда        | И | О  |
| --- | -------------- | - | -- |
| 1   | Реал Мадрид    | 6 | 15 |
| 2   | Интернационале | 6 | 10 |
| 3   | Шериф          | 6 | 7  |
| 4   | Шахтёр         | 6 | 2  |

### Команды
Данный матч стал третьим в истории финалом Кубка европейских чемпионов или Лиги чемпионов, в котором сойдутся «Ливерпуль» и «Реал Мадрид». В 1981 году в финале Кубка европейских чемпионов, проходящем в Париже на «Парк де Пренс», победу одержал английский клуб со счётом 1:0. А в 2018 году, в Киеве на стадионе НСК «Олимпийский» в финале Лиги чемпионов УЕФА сильнее оказался уже «Реал Мадрид», выиграв тот матч со счётом 3:1.
В данной таблице финалы до 1992 года были проведены в эпоху Кубка европейских чемпионов УЕФА, а с 1993 года — в эпоху Лиги чемпионов УЕФА.
| Команда     | Предыдущие финалы (победы выделены)                                                                 |
| ----------- | --------------------------------------------------------------------------------------------------- |
| Ливерпуль   | 9 (1977, 1978, 1981, 1984, 1985, 2005, 2007, 2018, 2019)                                            |
| Реал Мадрид | 16 (1956, 1957, 1958, 1959, 1960, 1962, 1964, 1966, 1981, 1998, 2000, 2002, 2014, 2016, 2017, 2018) |

## Матч

### Отчёт о матче
| Ливерпуль | 0:1     | Реал Мадрид         |
| --------- | ------- | ------------------- |
|           | (отчёт) | Винисиус Жуниор 59′ |

| Ливерпуль | Реал Мадрид |

| Вр          | 1  | Алиссон                  |     |     |     |
| Защ         | 66 | Трент Александер-Арнольд |     |     |     |
| Защ         | 5  | Ибраима Конате           |     |     |     |
| Защ         | 4  | Вирджил ван Дейк         |     |     |     |
| Защ         | 26 | Эндрю Робертсон          |     |     |     |
| ПЗ          | 14 | Джордан Хендерсон        |     | 77' |     |
| ПЗ          | 3  | Фабиньо                  | 62' |     |     |
| ПЗ          | 6  | Тьяго Алькантара         |     |     | 77' |
| НП          | 11 | Мохаммед Салах           |     |     |     |
| НП          | 10 | Садио Мане               |     |     |     |
| ПЗ          | 23 | Луис Диас                |     | 65' |     |
| Замены:     |    |                          |     |     |     |
| Вр          | 62 | Куивин Келлехер          |     |     |     |
| Защ         | 12 | Джо Гомес                |     |     |     |
| Защ         | 21 | Костас Цимикас           |     |     |     |
| Защ         | 32 | Жоэль Матип              |     |     |     |
| ПЗ          | 7  | Джеймс Милнер            |     |     |     |
| ПЗ          | 8  | Наби Кейта               |     | 77' |     |
| ПЗ          | 9  | Роберто Фирмино          |     |     | 77' |
| ПЗ          | 15 | Алекс Окслейд-Чемберлен  |     |     |     |
| ПЗ          | 17 | Кертис Джонс             |     |     |     |
| ПЗ          | 67 | Харви Эллиотт            |     |     |     |
| НП          | 18 | Такуми Минамино          |     |     |     |
| НП          | 20 | Диогу Жота               |     | 65' |     |
| Тренер:     |    |                          |     |     |     |
| Юрген Клопп |    |                          |     |     |     |

| Вр              | 1  | Тибо Куртуа        |  |       |
| Защ             | 2  | Даниэль Карвахаль  |  |       |
| Защ             | 3  | Эдер Милитан       |  |       |
| Защ             | 4  | Давид Алаба        |  |       |
| Защ             | 23 | Ферлан Менди       |  |       |
| ЦП              | 10 | Лука Модрич        |  | 90'   |
| ЦП              | 14 | Каземиро           |  |       |
| ЦП              | 8  | Тони Кроос         |  |       |
| ЦП              | 15 | Федерико Вальверде |  | 86'   |
| ЦП              | 9  | Карим Бензема      |  |       |
| НП              | 20 | Винисиус Жуниор    |  | 90+3' |
| Замены:         |    |                    |  |       |
| Вр              | 13 | Андрей Лунин       |  |       |
| Защ             | 6  | Начо               |  |       |
| Защ             | 12 | Марсело            |  |       |
| ПЗ              | 17 | Лукас Васкес       |  |       |
| ПЗ              | 19 | Дани Себальос      |  | 90'   |
| ПЗ              | 22 | Иско               |  |       |
| ПЗ              | 25 | Эдуарду Камавинга  |  | 86'   |
| НП              | 7  | Эден Азар          |  |       |
| НП              | 11 | Марко Асенсио      |  |       |
| НП              | 18 | Гарет Бейл         |  |       |
| НП              | 21 | Родриго            |  | 90+3' |
| НП              | 24 | Мариано Диас       |  |       |
| Тренер:         |    |                    |  |       |
| Карло Анчелотти |    |                    |  |       |

### Беспорядки и задержка начала матча
Перед началом матча возникли проблемы с доступом болельщиков на трибуны «Стад де Франс». На входе образовались значительные очереди, доступ на трибуны занимал по 2-3 часа. Часть болельщиков сумела пробраться на трибуны минуя турникеты, среди них были и люди с поддельными билетами. Основные проблемы возникли с болельщиками «Ливерпуля». Для нормализации ситуации французская полиция применила слезоточивый и перцовый газ. К 21:00 местного времени, когда должен был начаться матч, многие места на трибунах «Ливерпуля» пустовали. Организаторы отложили начала матча на 15 минут, потом еще на 15, в итоге матч начался в 21:36. Было задержано более 40 человек. Тренер «Реала» Карло Анчелотти заявил, что на его команде не сказалась задержка начала игры.

### Комментарии
1. ↑  Финал, изначально запланированный на 21:00 по центральноевропейскому времени был перенесен на 21:36 из-за проблем с безопасностью при входе на стадион[12]